# Senegal en los Juegos Paralímpicos
Senegal en los Juegos Paralímpicos está representado por el Comité Paralímpico Nacional de Senegal, miembro del Comité Paralímpico Internacional.
Ha participado en seis ediciones de los Juegos Paralímpicos de Verano, su primera presencia tuvo lugar en Atenas 2004. El país no ha obtenido ninguna medalla en las ediciones de verano.
En los Juegos Paralímpicos de Invierno Senegal no ha participado en ninguna edición.

## Medallero

### Por edición
Juegos Paralímpicos de Verano
| Evento              | Oro | Plata | Bronce | Total |
| ------------------- | --- | ----- | ------ | ----- |
| Atenas 2004         | 0   | 0     | 0      | 0     |
| Pekín 2008          | 0   | 0     | 0      | 0     |
| Londres 2012        | 0   | 0     | 0      | 0     |
| Río de Janeiro 2016 | 0   | 0     | 0      | 0     |
| Tokio 2020          | 0   | 0     | 0      | 0     |
| París 2024          | 0   | 0     | 0      | 0     |
| TOTAL               | 0   | 0     | 0      | 0     |